# Kaká (giocatore di calcio a 5)
Kaká, pseudonimo di Carlos Augusto dos Santos da Silva (Serrana, 27 maggio 1987), è un giocatore di calcio a 5 brasiliano naturalizzato italiano.

## Carriera

### Club
Inizia a giocare a calcio a 5 a 16 anni con la squadra del suo paese, il Serrana, ben presto Kaká debutta nel massimo campionato brasiliano con il San Paolo FC. Nel 2007 sbarca in Italia nelle file dell'Augusta dove segna 20 reti arrivando a disputare la finale di Coppa Italia. L'anno successivo si laurea capocannoniere della serie A con 28 reti e sfiora il bis nella stagione successiva realizzando 31 gol. È stato capocannoniere della Serie A nelle stagioni 2008-09, 2012-13 e 2015-16.

### Nazionale
In possesso della doppia cittadinanza, il 30 novembre 2013 ottiene la prima convocazione nella nazionale italiana per il doppio confronto amichevole contro la Romania giocato a Prato il 3 e 4 dicembre, venendo impiegato in entrambi gli incontri.

## Palmarès

### Competizioni nazionali
- Coppa della Divisione: 2
Kaos: 2017-18
Real Rieti: 2018-19

### Individuale
- Capocannoniere della Serie A: 3
2008-09 (28 gol)
2012-13 (33 gol)
2015-16 (28 gol, a pari merito con Zanchetta)